# Teodor Raituense
Teodor Raituense (en llatí: Theodorus Rhaithuensis, en grec antic: Θεόδωρος)va ser un monjo romà d'Orient del monestir de Rhaithu prop d'Elim a Palestina que va viure a la meitat del segle vii.
Va ser autor d'una obra sobre l'encarnació de Crist titulada Προπαρασκευή τις καὶ γυμνασία τῷ βουλομένῳ μαθεῖν τίς ὁ τρόπος τῆς θείας ἐνανθρωπήσεως καὶ οἰκονομίας, καὶ ὃν πέπρακται καὶ τίνα τὰ πρὸς τοὺς ταύτην μὴ ὀρθῶς νοοῦντας λεγόμενα παρὰ τῶν τῆς ἐκκλησίας τροφίμων ('Preparació i formació per a aquells que vulguin aprendre el camí de l'encarnació divina i l'economia, tal com es practica i s'explica als qui no entenen bé el què és') que defensava el punt de vista ortodox contra les heretgies de Mani, Pau de Samòsata, Apol·linar, Teodor de Mopsuèstia, Nestori i Eutiques.
Podria ser el mateix Teodor que Foci I de Constantinoble esmenta com a Teodor el Prevere, del que diu que va escriure un tractat per provar que els escrits de Dionís l'Areopagita eren genuïns.